# Condrita

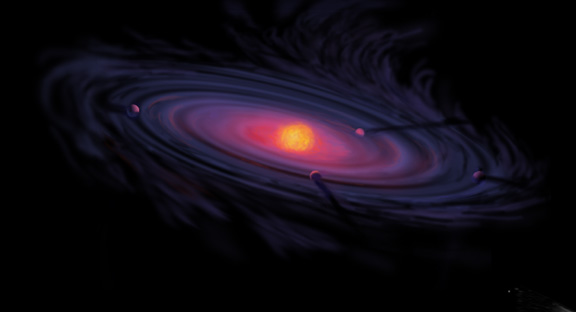
Recreació d'un disc protoplanetari, on les partícules i grans de pols topen, i formen planetes o asteroides per acreció. Imatge de la NASA.

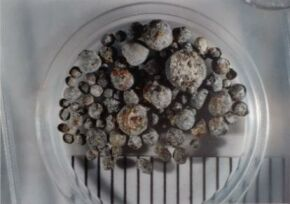
Còndruls de la condrita Bjurböle.

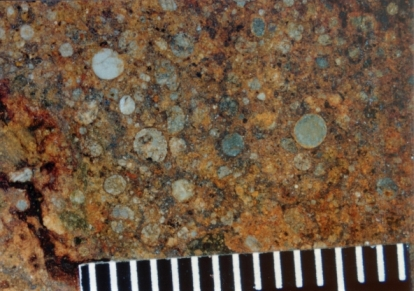
Còndruls de la condrita Grassland.

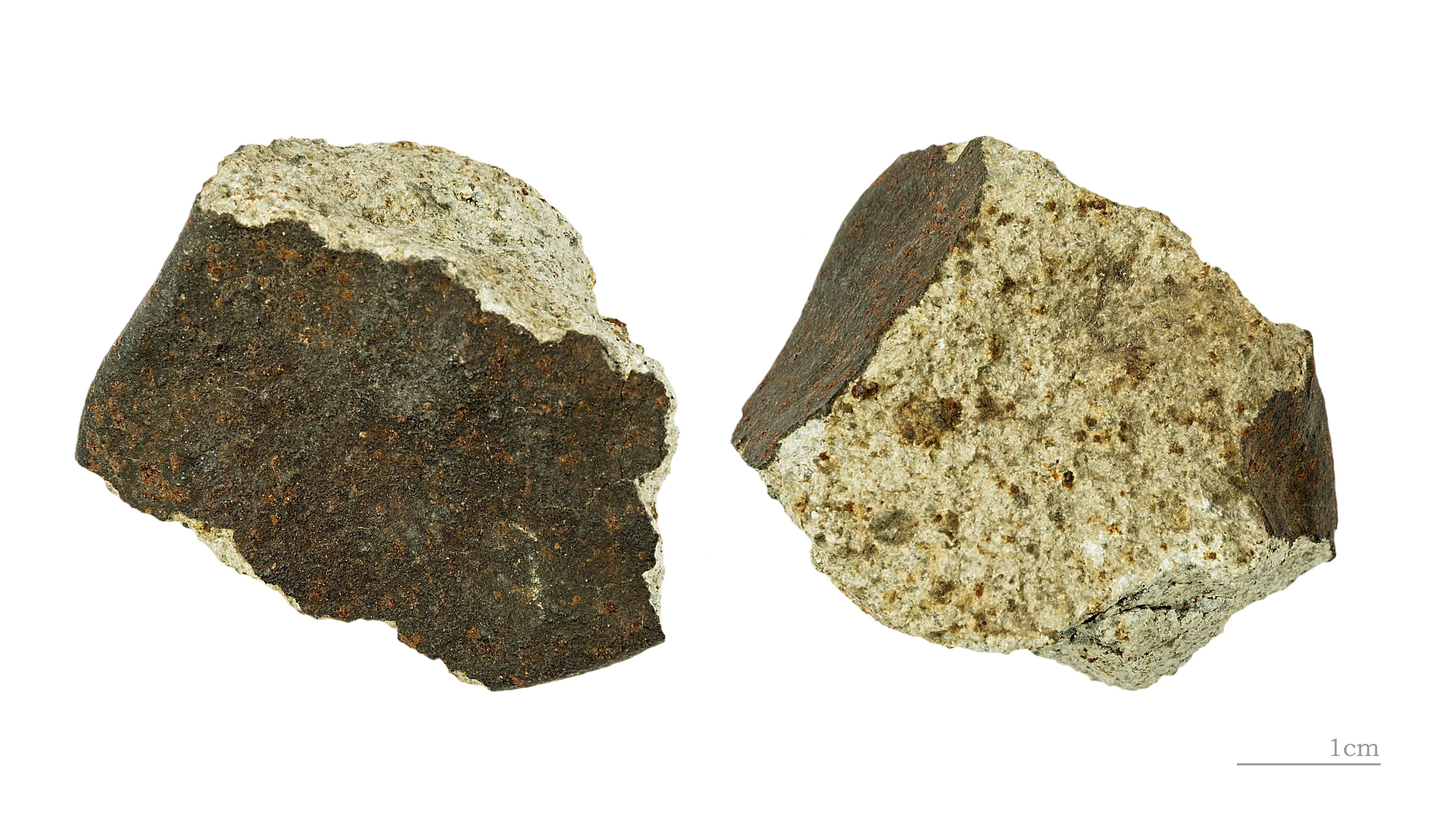
Condrita (L6) de Phnom Penh 1868

Les condrites són meteorits no metàl·lics (rocosos) que no han patit processos de fusió o de diferenciació als asteroides de què procedeixen, representant el 85,7% dels meteorits que cauen a la Terra. El seu coneixement aporta claus importants per comprendre l'origen i l'edat del sistema solar, la síntesi de compostos orgànics, l'origen de la vida o la presència d'aigua a la Terra. Una de les seves característiques és la presència de còndruls, que són esferes submil·limètriques formades per diferents minerals, i que solen constituir entre el 20% i el 80% del volum de les condrites.
Es diferencien dels meteorits metàl·lics per la seva composició pobra en Fe i Ni. Un altre tipus de meteorits no metàl·lics, les acondrites, manquen dels còndruls característics, i es formaren més tard.

## Formació
La seva formació es produí per l'acreció de partícules de pols i petits grans presents al primitiu sistema solar, donant lloc a asteroides, fa 4.550 milions d'anys. Una prova d'això és que l'abundància d'elements no volàtils en una condrita és similar a la present a les atmosferes del Sol i altres estrelles de la Via Làctia. Tot i que les condrites mai no han arribat a fondre's, sí que han pogut experimentar altes temperatures, suficients perquè pateixin els efectes d'un metamorfisme tèrmic.

## Característiques
El més característic de les condrites és la presència de còndruls. Es tracta d'esferes, normalment submil·limètriques, de diferent textura, composició i mineralogia, l'origen de les quals continua sent objecte de debat. La comunitat científica acceptava que aquestes esferes es formaren gràcies a l'acció d'una ona de xoc al sistema solar, tot i que no se'n podia explicar la naturalesa. L'any 2005 es publicà un treball, en el qual es proposà que la inestabilitat gravitacional del disc gasós del qual es formà Júpiter generà una ona de xoc amb una velocitat superior a 10 km/s que pogué donar lloc als còndruls.

## Classificació de les condrites
A la majoria de les condrites se'ls assigna un número (tipus petrològic) de l'1 al 7, segons el grau d'alteració dels còndruls. Així, una condrita amb un "3" no té els seus còndruls alterats. Números més elevats impliquen l'augment de metamorfisme tèrmic, fins a arribar a 7, on el còndrul ha estat destruït. Els números més baixos de 3 s'assignen a les condrites els còndruls de les quals s'han vist alterats per la presència d'aigua, fins a arribar a 1, on el còndrul ha estat obliterat per aquesta alteració. Segons la seva composició i el seu tipus petrològic es distingeixen els següents tipus:
| Tipus                 | Subtipus           | Estat dels còndruls/minerals presents         | Designació per número i lletra |
| --------------------- | ------------------ | --------------------------------------------- | ------------------------------ |
| Condrites d'enstatita |                    | Abundants                                     | E3, EH3, EL3                   |
| Condrites d'enstatita | Distingibles       | E4, EH4, EL4                                  |                                |
| Condrites d'enstatita | Menys distingibles | E5, EH5, EL5                                  |                                |
| Condrites d'enstatita | Indistingibles     | E6, EH6, EL6                                  |                                |
| Condrites d'enstatita | Fosos              | E7, EH7, EL7                                  |                                |
| Condrites ordinàries  | H                  | Abundants                                     | H3-H3,9                        |
| Condrites ordinàries  | H                  | Distingibles                                  | H4                             |
| Condrites ordinàries  | H                  | Menys distingibles                            | H5                             |
| Condrites ordinàries  | H                  | Indistingibles                                | H6                             |
| Condrites ordinàries  | H                  | Fosos                                         | H7                             |
| Condrites ordinàries  | L                  | Abundants                                     | L3-L3,9                        |
| Condrites ordinàries  | L                  | Distingibles                                  | L4                             |
| Condrites ordinàries  | L                  | Menys distingibles                            | L5                             |
| Condrites ordinàries  | L                  | Indistingibles                                | L6                             |
| Condrites ordinàries  | L                  | Fosos                                         | L7                             |
| Condrites ordinàries  | LL                 | Abundants                                     | LL3-LL3,9                      |
| Condrites ordinàries  | LL                 | Distingibles                                  | LL4                            |
| Condrites ordinàries  | LL                 | Menys distingibles                            | LL5                            |
| Condrites ordinàries  | LL                 | Indistingibles                                | LL6                            |
| Condrites ordinàries  | LL                 | Fosos                                         | LL7                            |
| Condrita carbonatada  | Ivuna              | Fil·losilicats, magnetita                     | CI                             |
| Condrita carbonatada  | Mighei             | Filosil·licats, olivina                       | CM1-CM2                        |
| Condrita carbonatada  | Vigarano           | Olivines riques en Fe, minerals de Ca i Al    | CV2-CV3.3                      |
| Condrita carbonatada  | Renazzo            | Fil·losilicats, olivina, piroxè, metalls      | CR                             |
| Condrita carbonatada  | Ornans             | Olivina, piroxè, metalls, minerals de Ca i Al | CO3-CO3.7                      |
| Condrita carbonatada  | Karoonda           | Olivina, minerals de Ca i Al                  | CK                             |
| Condrita carbonatada  | Bencubbin          | Piroxè, metalls                               | CB                             |
| Condrita carbonatada  | High Iron          | Piroxè, metalls, olivina                      | CH                             |
| Tipus Kakangari       |                    |                                               | K                              |
| Rumurutiïtes          |                    | Olivina, piroxensa, plagioclasa, sulfurs      | R                              |

### Condrites d'enstatita
També anomenades condrites E. Deixant de banda les recollides a l'Antàrtida i les recollides per la NWA (National Weather Association), només se n'han trobat vint-i-quatre. Deuen el seu nom a la gran quantitat d'enstatita present. El ferro que conté no es troba formant òxids, sinó sulfurs o com metall. Això indicaria que la seva formació es produí en una zona amb manca d'oxigen, probablement a l'interior de l'òrbita de Mercuri.

### Condrites ordinàries

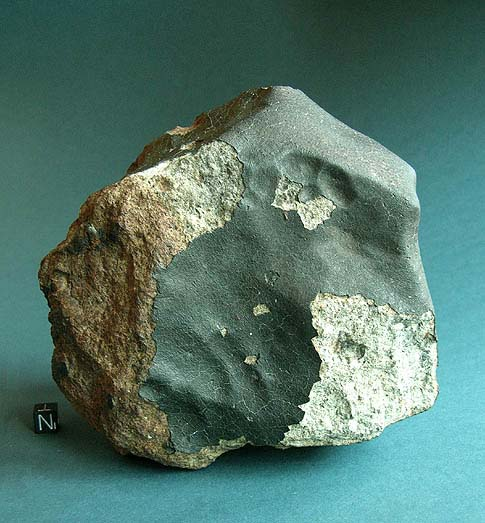
Condrita ordinària LL6.

Les condrites ordinàries conformen el tipus de condrites més comú (condrites O), comprenent el 93,5% de les condrites caigudes. Se les designa amb les lletres H, L i LL segons va minvant el seu contingut en ferro oxidat i metall. Les condrites H (també anomenades condrites bronzita) tenen entre un 12% i un 21% de ferro metàl·lic, i estan formades per olivina, piroxè, plagioclasa, metall i sulfurs; les condrites L (també anomenades condrites hiperestena) tenen entre un 5% i un 10% de ferro metàl·lic, i els seus minerals més comuns són els mateixos que en les condrites H; i les condrites LL (també conegudes com a condrites amfoterita) tenen aproximadament un 2% de Fe metàl·lic, i contenen bronzita, oligoclasa i olivina.

### Condrites carbonàcies

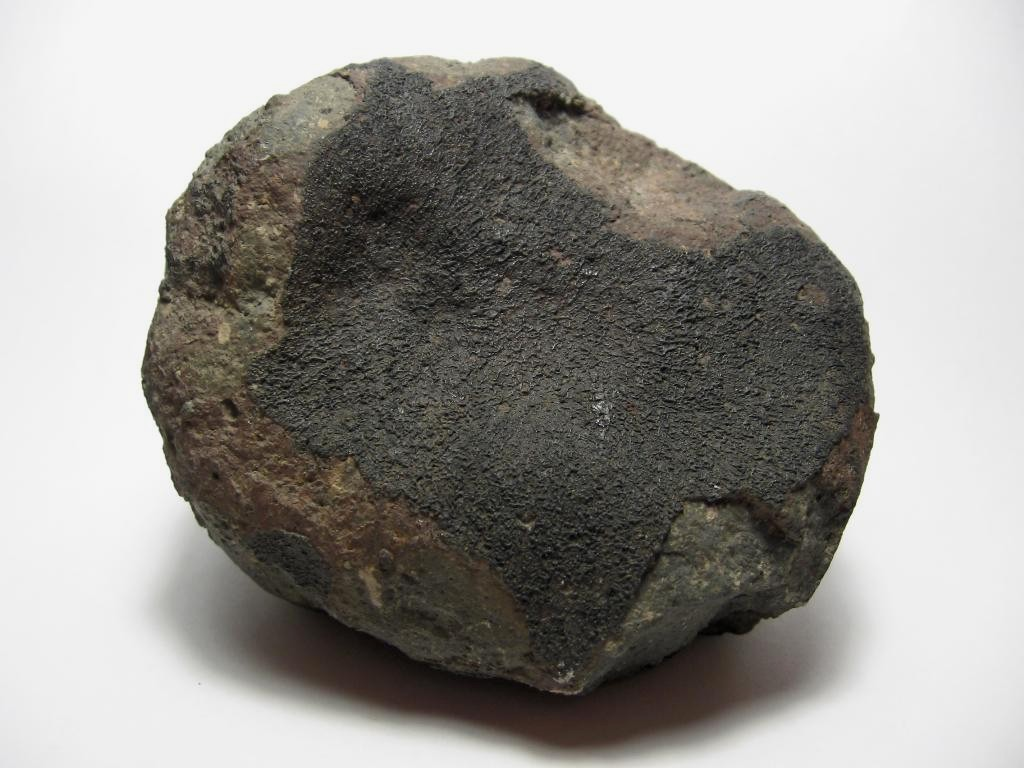
Condrita carbonàcia CV3 que caigué a Mèxic el 1969, de 520 g.

Les condrites carbonàcies també són conegudes com a condrites C, i representen el 5% de les condrites caigudes. Es caracteritzen per la presència de compostos de carboni, incloent-hi els aminoàcids. Tenen la proporció més alta de compostos volàtils, per la qual cosa es considera que són les que s'han format més lluny del Sol. Una de les seves característiques principals és la presència d'aigua, o de minerals alterats per ella. El 1962, en una carta publicada a la revista Science per Leslie C. Edie, s'al·ludia a la possibilitat que els aminoàcids i compostos orgànics d'aquestes condrites hi haguessin estat depositats per una civilització extraterrestre, perquè fossin trobats per una altra espècie intel·ligent.

### Kakangari
Les condrites Kakangari (o condrites K) s'han classificat dins de les condrites carbonàcies, tot i que ara formen un grup independent. Es caracteritzen per la presència de còndruls carbonacis, pel contingut de metalls de 6% a 10% en volum, pel seu estat d'oxidació intermedi entre les condrites H i E, per la seva matriu rica en enstatita i per la seva abundància d'elements refractaris similar a les de les condrites ordinàries.
Es pot dir que moltes de les seves característiques també es donen en les condrites O, E i C.

### Rumurutiïtes
Els rumurutiïtes (també coneguts com a condrites R) tenen normalment un tipus petrològic de 3, excepte si presenten estructura de bretxa, on cada component presenta estats d'alteració d'entre 3 i 6. Solen estar molt oxidats, amb una aparença rogenca, i presenta olivina rica en Fe. Gairebé tot el metall que contenen està oxidat o formant part de sulfurs. Contenen menys còndruls que les condrites i, i semblen procedir del regòlit d'un asteroide.

## Presència d'aigua a les condrites
En aquests meteorits hi ha presència d'una certa quantitat d'aigua, o minerals alterats per ella. Això fa pensar que l'asteroide del qual provenen aquests meteorits devia tenir certa quantitat d'aquest compost. Al principi del sistema solar, estaria en forma de gel, i als pocs milions d'anys de formar-se l'asteroide, el gel es fondria, permetent que l'aigua en estat líquid reaccionés amb les olivines i els piroxens, alterant-los. Possiblement l'aigua es percolaria en ser l'asteroide bastant porós, com passa als aqüífers terrestres, per la qual cosa no formaria ni rius ni llacs.
Es pensa que un percentatge de l'aigua present a la Terra prové dels impactes de cometes i condrites carbonàcies sobre la superfície terrestre.

## Origen de la vida

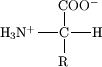
Estructura general d'un aminoàcid.

A les condrites carbonàcies s'hi troben més de sis-cents compostos orgànics (hidrocarburs, àcids carboxílics, alcohols, cetones, aldehids, amines, amides, àcids sulfònics, àcids fosfònics, aminoàcids, bases nitrogrenades, etc.) que se sintetitzaren en diferents llocs i moments. Es poden dividir en tres grups: fracció no soluble en cloroform i metanol, hidrocarburs solubles en cloroform i fracción soluble en metanol (inclou els aminoàcids).

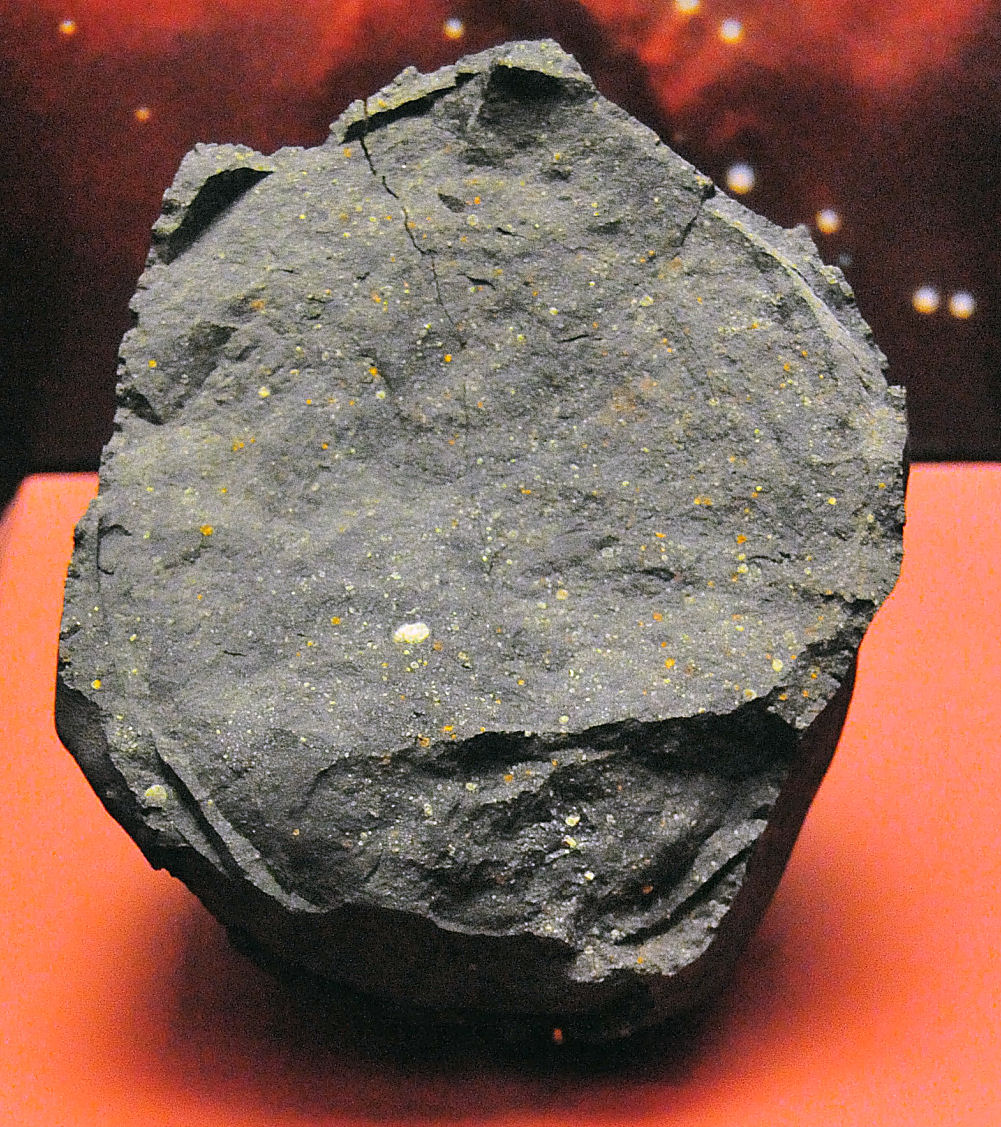
Meteorit Murchison exposat al Museu Nacional d'Història Natural de la Institució Smithsoniana (Washington D. C.).

La primera fracció sembla d'origen interestel·lar, i els compostos pertanyents a les altres dues fraccions es deuen haver generat en un planetoide. S'ha proposat que els aminoàcids s'han sintetitzat prop de la superfície del planetoide per la radiòlisi (dissociació de molècules per radiació) d'hidrocarburs i carbonat amònic en presència d'aigua líquida, i que els hidrocarburs s'han pogut formar en profunditat per un procés similar al Fischer-Tropsch. Aquestes condicions poden presentar analogies amb els esdeveniments que originaren la vida a la Terra.
Una condrita ben estudiada és el meteorit Murchison, que caigué a Austràlia a la localitat que li dona nom el 28 de setembre de 1969. Es tracta d'un CM2, i conté aminoàcids comuns com la glicina, alanina i àcid glutàmic, i altres poc comuns com la isovalina i pseudoleucina.
Dos meteorits recollits a l'Antàrtida el 1992 i el 1995 tenen una abundància d'aminoàcids de 180 i 249 ppm (el normal en condrites carbonàcies és quinze o menys). Això podria indicar que la matèria orgànica al sistema solar és més abundant del que es creu, i reforça la idea que els compostos orgànics presents a la sopa primordial podrien tenir origen extraterrestre.